# カレネロ
カレネロ (Carenero) は、ベネズエラのミランダ州ブリオン市にある港町である。バルロベント平野の北の端、ブチェ湾の奥の海岸にある。三方向を海に囲まれる小半島にあり、西がラレイナ潟で、潟に通じる水道が北にあり、東はカリブ海に面する。
小さな町ではあるが、19世紀から20世紀初めまではカカオの積み出し港として繁栄した。1885年からカレネロ鉄道が建設され、エルグアポまで延びた。バルロベントの農場から運ばれた産物は、船でラ・グアイラかプエルト・カベージョに回り、そこから外国に輸出された。この鉄道は1950年代後半に廃止された。